# Váralja Szövetség
A Váralja Szövetség egy magyarországi fiatalok kezdeményezésére alakult civil szerveződés volt, amely önmeghatározása szerint a magyarság sorskérdéseivel foglalkozott, tagsága a tradicionális értékekben gondolkodó polgárokból - és különösen fiatalokból - állt. A történelmi Magyarország teljes területén tevékenykedett. Elsősorban műemlékvédelmi kezdeményezéseiről, földvédő országjárásáról és kulturális programjairól vált ismertté. Tagjai 2014-ben feloszlatták.

## Története
A Váralja Szövetség első rendezvényét 2008. május 17-én tartotta meg Tatán a magyar ifjúság védelme céljából. Egyesületté a Bikás-dombon még ebben az évben megtartott gyűlésén alakult. Magyarázatuk szerint „a Váralját annak idején azok a gondos, értékteremtő emberek lakták, akik a várat őrizték.” A Váralja Szövetség ennek szellemében - önmagát a váralja népének meghatározva - kívánja őrizni a magyarság fő bástyáit, „a kultúrát, az ifjúságot, a keresztény nemzetet és a szolidaritást, továbbá ezek rokon intézményeit.”
A Váralja Szövetség első jelentősebb rendezvénye az 1956-os forradalom biatorbágyi eseményeinek emlékére tartott megemlékezés volt, amelyen közel százan vettek részt. A szervezet nemzeti ünnepeinken és emléknapjainkon rendszeresen megemlékezéseket szervezett. 2010-es kulturális estjükön, amely meghívott előadói Kubik Anna, Makovecz Imre és Koltay Gábor voltak, több mint 400-an vettek részt. A Váralja Szövetség rendezvényein fellépett  többek között Dr. Ángyán József, Bogár László, Dr. Csath Magdolna, Hossó Andrea, Jókai Anna, Császár Angela, Iancu Laura, Kondor Katalin és Melocco Miklós.
Több internetes petíciót is útjára indítottak a műemlékvédelem mellett, a szlovák nyelvtörvény ellen, illetve a magyar föld védelmében. Utóbbit közel 40 ezren írták alá.
A Váralja Szövetség 2010. szeptember 4-én tüntetett az IMF Magyarországgal folytatott politikája ellen. A fiatalok által kiadott Nemzeti Önrendelkezés Nyilatkozatához több mint 10 ezren csatlakoztak. A Váralja Szövetség kezdeményezte 2011-ben a városligeti Regnum Marianum-templom újjáépítését is Csete György építésszel közösen.

### Bécsi utca
A Váralja Szövetség egyik kezdeményezése volt, amikor 2010 őszén fellépett a Budapest V. kerületi Bécsi utcába tervezett Zeppelin projekt ellen. A tervezett üvegpalota-magasház a szövetség véleménye szerint elfogadhatatlan a történelmi Belvárosban. A tervezett műemlékrombolások ellen több tüntetést is szerveztek, a legnagyobb megmozduláson 2010. november 7-én Melocco Miklós is felszólalt.

### Földvédelem
2012-ben a Váralja Szövetség az Élőlánc Magyarországérttel közösen tüntetett a budapesti Kossuth téren Dr. Ángyán József és programja mellett. Később, 2013-ban közös országjárásra indultak Ángyán Józseffel és Bencsik Jánossal egy kisgazda szellemiségű földtörvény elérése érdekében. A fórumsorozatot szinte mindenütt telt házas érdeklődés kísérte.

### A városligeti Regnum Marianum-templom
2011. februárjában több fórumon került ismét napirendre a Regnum Marianum-templom felépítése. A visszaépítés ügyét a Váralja Szövetség karolta fel egy aláírásgyűjtés indításával. A petícióhoz tízezernél is többen csatlakoztak. A kezdeményezés kapcsán a Magyar Katolikus Püspöki Konferencia Titkársága 2011. március 1.-én az alábbi közleményt adta ki: „A templomépítés az érintett egyház legbelsőbb ügye, nem civil kezdeményezés. A gyalázatosan lerombolt Regnum Marianum-templom helyett az Esztergom-Budapesti Főegyházmegye a '90-es években a Zoborhegy téren nagy templomot és plébániát épített Regnum Marianum néven. Az efféle Budapest más részére vonatkozóan terjesztett javaslatok – különös tekintettel arra a tényre, hogy nem a katolikus közösség, hanem civil kezdeményezés részéről indulnak ki – nem feltétlenül szolgálják a magyarság ügyét. Ha a kormánynak szándékában áll ennek a lelkipásztori használat szempontjából nem nélkülözhetetlen, de tiszteletre méltó nemzeti jelképnek a megépítése és nem emlékműben, hanem templomban gondolkodik, úgy érdeklődéssel várjuk javaslatát.”
Az egyház álláspontjára a Váralja Szövetség így reagált: „A Váralja Szövetség, noha az MKPK közleménye a kezdeményezés további sikerét jelentősen hátráltatja, kitart korábbi álláspontja és véleménye mellett, amely szerint a Regnum Marianum-templom visszaépítését az egyházi vezetés támogatásával képzeljük el.”[forrás?]

### Feloszlása
2014. február 12-én a szervezet közgyűlése egyhangúlag kimondta a Váralja Szövetség feloszlását.

## Képgaléria

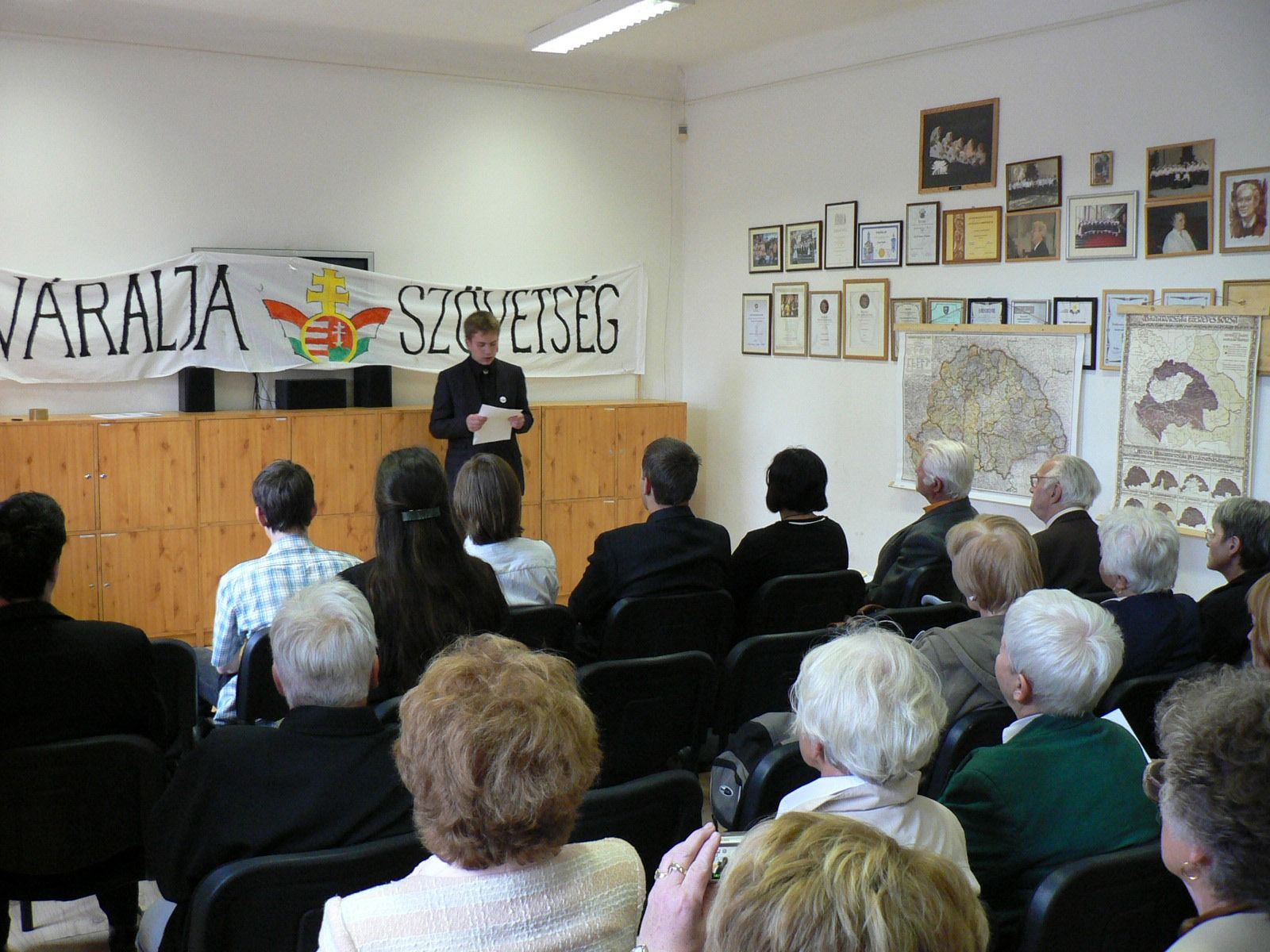
A Váralja Szövetség által szervezett 2009-es trianoni megemlékezés Solymáron
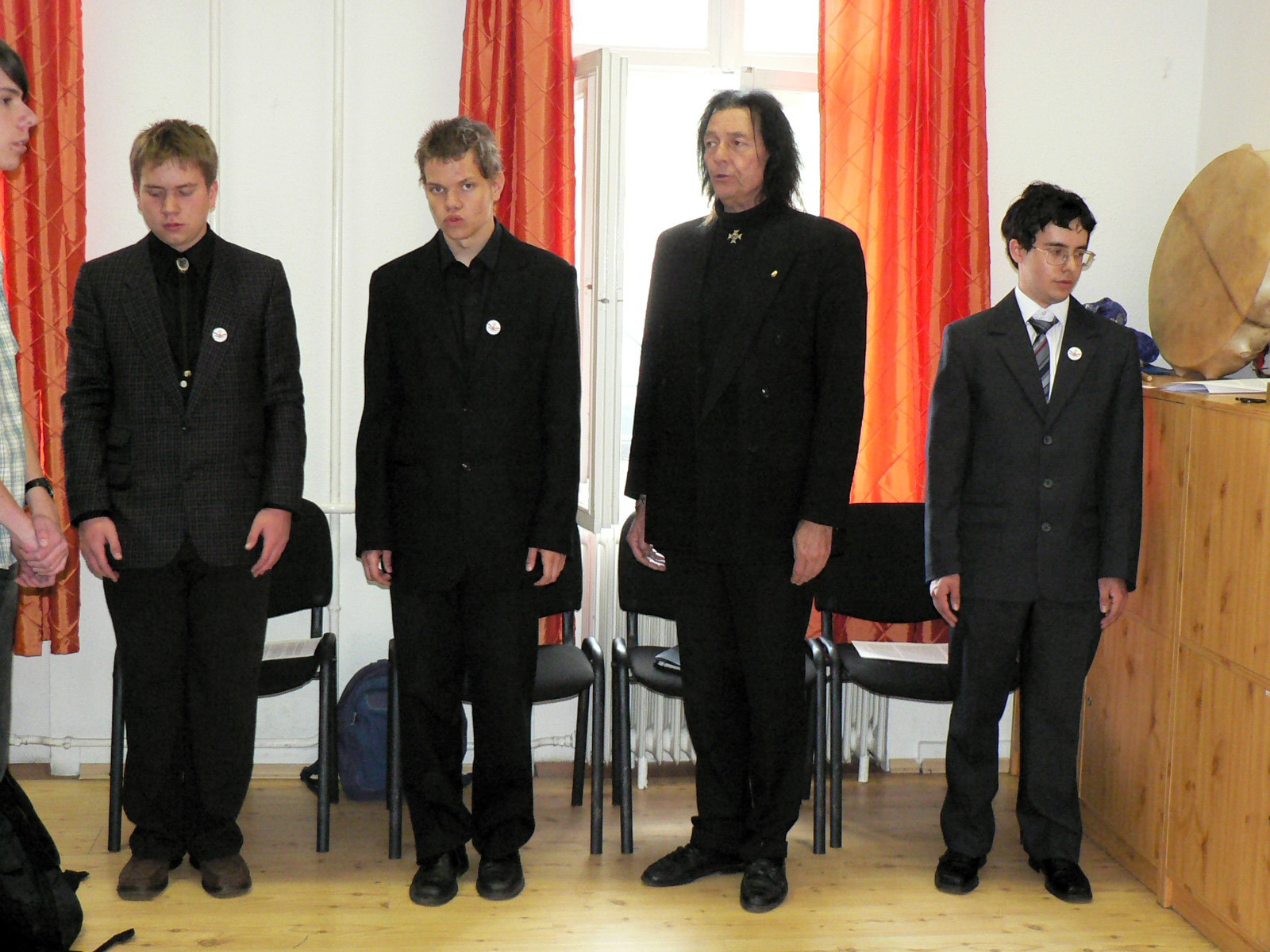
A megemlékezés négy közreműködője
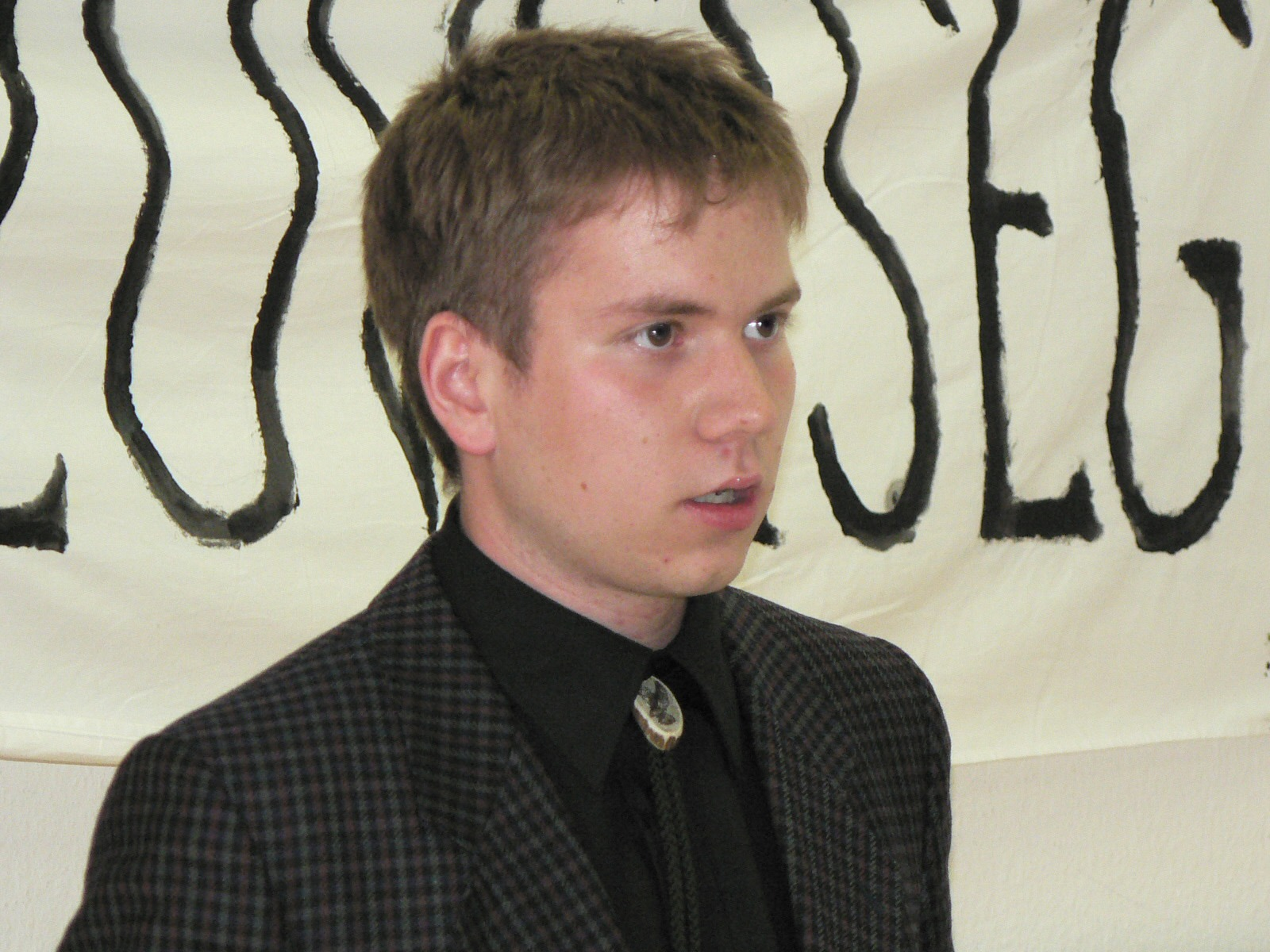
A solymári trianoni megemlékezés egyik szónoka